# Кубок Америки по волейболу 2001
4-й розыгрыш Кубка Америки по волейболу прошёл с 28 сентября по 7 октября 2001 года в Буэнос-Айресе (Аргентина) с участием 6 национальных сборных команд стран-членов NORCECA и CSV. Победителем турнира в 3-й раз стала сборная Бразилии.

## Команды-участницы
- NORCECA: Канада, Куба, США.
- CSV: Аргентина, Бразилия, Венесуэла.

## Система проведения турнира
6 команд-участниц на предварительном этапе провели однокруговой турнир. Четыре лучшие команды вышли в полуфинал плей-офф и по системе с выбыванием определили призёров турнира.

## Предварительный этап
| М | Команда   | 1   | 2   | 3   | 4   | 5   | 6   | И | В | П | С/П  | О  |
| - | --------- | --- | --- | --- | --- | --- | --- | - | - | - | ---- | -- |
| 1 | Куба      |     | 3:2 | 3:1 | 3:0 | 3:1 | 3:0 | 5 | 5 | 0 | 15:4 | 10 |
| 2 | Бразилия  | 2:3 |     | 3:1 | 3:0 | 3:0 | 3:0 | 5 | 4 | 1 | 14:4 | 9  |
| 3 | США       | 1:3 | 1:3 |     | 3:1 | 0:3 | 3:0 | 5 | 2 | 3 | 8:10 | 7  |
| 4 | Аргентина | 0:3 | 0:3 | 1:3 |     | 3:0 | 3:0 | 5 | 2 | 3 | 7:9  | 7  |
| 5 | Венесуэла | 1:3 | 0:3 | 3:0 | 0:3 |     | 1:3 | 5 | 1 | 4 | 5:12 | 6  |
| 6 | Канада    | 0:3 | 0:3 | 0:3 | 0:3 | 3:1 |     | 5 | 1 | 4 | 3:13 | 6  |

28 сентября: Куба — США 3:1 (16:25, 25:21, 25:14, 27:25); Аргентина — Канада 3:0 (25:22, 25:23, 25:22).
29 сентября: Бразилия — Венесуэла 3:0 (25:20, 25:15, 25:16); Куба — Аргентина 3:0 (25:22, 25:21, 25:18).
30 сентября: Бразилия — Канада 3:0 (25:17, 25:14, 25:13); США — Аргентина 3:1 (23:25, 25:23, 25:21, 25:15).
1 октября: Куба — Бразилия 3:2 (25:27, 25:22, 21:25, 25:23, 15:13); Венесуэла — США 3:0 (25:20, 25:21, 27:25).
2 октября: Куба — Канада 3:0 (25:15, 25:16, 25:22); Аргентина — Венесуэла 3:0 (25:23, 25:22, 25:16).
3 октября: Канада — Венесуэла 3:1 (25:21, 21:25, 25:20, 25:23); Бразилия — США 3:1 (22:25, 25:16, 25:14, 26:24).
4 октября: США — Канада 3:0 (25:18, 25:17, 25:17); Куба — Венесуэла 3:1 (25:17, 25:15, 22:25, 25:19); Бразилия — Аргентина 3:0 (25:20, 25:19, 25:19).

## Плей-офф

### Полуфинал
6 октября
Бразилия — США 3:0 (25:22, 25:20, 25:18)
Куба — Аргентина 3:2 (25:17, 18:25, 19:25, 25:14, 15:13)

### Матч за 3-е место
7 октября
Аргентина — США 3:2 (25:20, 25:22, 22:25, 23:25, 15:10)

### Финал
7 октября
Бразилия — Куба 3:0 (25:20, 25:19, 25:23)

## Итоги

### Положение команд
| Бразилия     |
| Куба         |
| Аргентина    |
| 4. США       |
| 5. Венесуэла |
| 6. Канада    |

### Индивидуальные призы
MVP:  Анхель Деннис
Лучший нападающий:  Маркос Милинкович
Лучший блокирующий:  Павел Пимьента
Лучший на подаче:  Густаво Эндрес
Лучший на приёме:  Налберт Битенкурт
Лучший защите:  Сержио Дутра Сантос
Лучший связующий:  Ален Рока